# Astypalaia

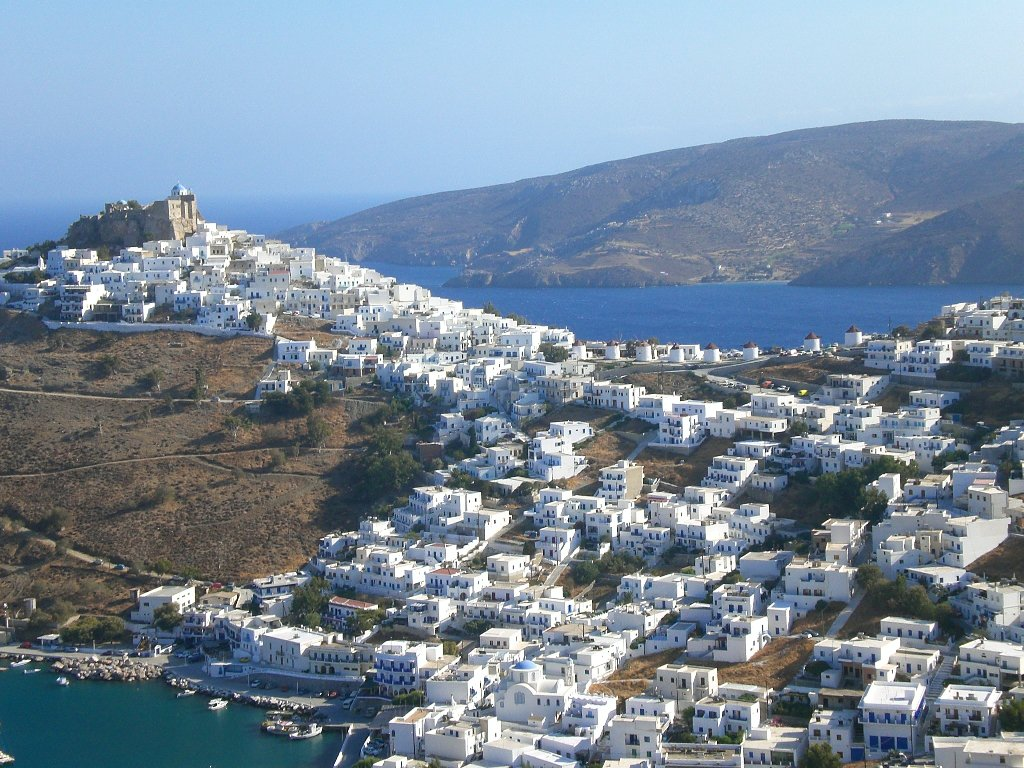
Blik op Astypalea-stad

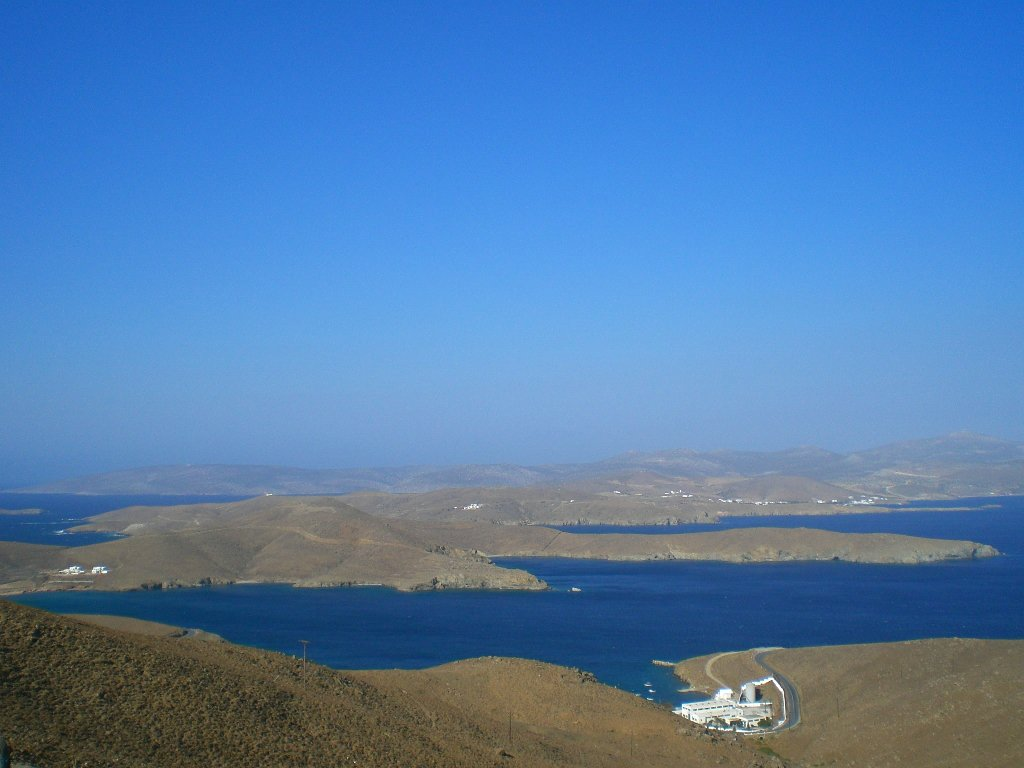
De landtong

Astypalaia (Grieks: Αστυπάλαια) is een klein bergachtig eiland behorend tot de Dodekanesos, in de Egeïsche Zee.
Astypalaia  is een gemeente (dimos) in de Griekse bestuurlijke regio (periferia) Zuid-Egeïsche Eilanden.

## Structuur
Het eiland bestaat feitelijk uit twee (met een smalle landstrook verbonden) kleine eilanden. Astypalaia ligt tussen de ten oosten gelegen eilandengroep Dodekanesos en de Cycladen eilanden in en zou ook tot de Cycladen kunnen worden gerekend (bijvoorbeeld vanwege de witte huizen) maar valt onder de Dodekanesos.
Chora is de hoofdstad van Astypalaia, het is klein en amfitheatrisch gebouwd tegenop een heuvel met witte huizen en op de top een groot Venetiaans fort met de typische Griekse windmolens erbij, waarvan de wieken niet meer aanwezig zijn. Binnenin het fort bevinden zich nog twee kerken. Vlak onder het fort aan de zuidzijde ligt de witte kerk van Panagia Portaitissa.
Pera Gialo is de naam van de haven en deze ligt onderaan de heuvel van Chora.

## Luchthaven
Er is een luchthaven op dit eiland en vanuit Athene zijn er vluchten naar het eiland.

## Transport
Een minderheid van de wegen is geasfalteerd. Op de wegen die niet geasfalteerd zijn, kan met lage snelheid wel worden gereden.

## Stranden
Vlak bij Chora ligt het strand van Livadi en er zijn nog andere stranden welke met de boot zijn te bereiken. De stranden bij de smalle strook die de twee eilanden met elkaar verbindt hebben ondiep water en liggen in een groene omgeving.

## Grot
Er zijn stalactieten en stalagmieten te zien in de grot van de Draak bij Vathi.

## Wetenswaardig
- In de oudheid was er op Astypalaia een heldencultus rond Kleomedes van Astypalaia, een olympisch bokser die zestig kinderen had vermoord.